# Shun Kumagai
Shun Kumagai (熊谷 駿 Kumagai Shun?, nacido el 7 de agosto de 1996 en Miyagi) es un futbolista japonés que se desempeña como defensa. Juega en el National Police Commissary FC de la Liga Premier de Camboya.
Durante su trayectoria en el Albirex Niigata Singapur FC ganó las tres principales competiciones del fútbol en Singapur: Liga, Copa y Supercopa.

## Trayectoria

### Clubes
| Club                          | País     | Año           |
| ----------------------------- | -------- | ------------- |
| Ventforet Kofu                | Japón    | 2015-2017     |
| Albirex Niigata Singapur      | Singapur | 2018-2019     |
| National Police Commissary FC | Camboya  | 2019-presente |

## Estadística de carrera
| Club          | Club                          | Club                     | Liga | Liga | Copa             | Copa             | Copa de la Liga | Copa de la Liga | Total | Total |
| Temporada     | Club                          | Liga                     | PJ   | G    | PJ               | G                | PJ              | G               | PJ    | G     |
| Japón         | Japón                         | Japón                    | Liga | Liga | Emperor's Cup    | Emperor's Cup    | Emperor's Cup   | Emperor's Cup   | Total | Total |
| ------------- | ----------------------------- | ------------------------ | ---- | ---- | ---------------- | ---------------- | --------------- | --------------- | ----- | ----- |
| 2015          | Ventforet Kofu                | J1 League                | 0    | 0    | 0                | 0                | 0               | 0               | 0     | 0     |
| 2016          | Ventforet Kofu                | J1 League                | 6    | 1    | 2                | 0                | 0               | 0               | 8     | 1     |
| 2017          | Ventforet Kofu                | J1 League                | 1    | 0    | 2                | 0                | 0               | 0               | 3     | 0     |
| Singapur      | Singapur                      | Singapur                 | Liga | Liga | Copa de Singapur | Copa de Singapur | Copa de la Liga | Copa de la Liga | Total | Total |
| 2018          | Albirex Niigata Singapur FC   | Singapore Premier League | 12   | 4    | 5                | 0                | 0               | 0               | 17    | 4     |
| Camboya       | Camboya                       | Camboya                  | Liga | Liga | FA Cup           | FA Cup           | Copa de la Liga | Copa de la Liga | Total | Total |
| 2019          | National Police Commissary FC | Liga Premier de Camboya  | 0    | 0    | 0                | 0                | 0               | 0               | 0     | 0     |
| Total carrera | Total carrera                 | Total carrera            | 19   | 5    | 9                | 0                | 0               | 0               | 28    | 5     |

## Palmarés
| Título                   | Club                        | País     | Año  |
| ------------------------ | --------------------------- | -------- | ---- |
| Liga Premier de Singapur | Albirex Niigata Singapur FC | Singapur | 2018 |
| Copa de Singapur         | Albirex Niigata Singapur FC | Singapur | 2018 |
| Supercopa de Singapur    | Albirex Niigata Singapur FC | Singapur | 2018 |